# Madragoa (Maranhão)
Madragoa é um distrito situado na região do litoral ocidental do Maranhão, pertencente ao município de Bacuri. O distrito possui uma população estimada em 3000 habitantes, distribuída nos bairros do Ceará, Santa Rosa, Praça, Severiano e Madragoinha (Cora). Possui uma população muito hospitaleira, que se reúne no fim de todas as tardes para discutir assuntos do cotidiano do município. O distrito encontra-se cravado entre a cidade sede do município, que é Bacuri, e o município de Serrano do Maranhão. Ademais, é a porta de entrada do município, pois antecede a sede Bacuri, haja vista que está localizada às margens da rodovia estadual MA-303, por onde passa grande parte das mercadorias que escoam para a sede e seus povoados e o município de Apicum-Açu. 

## História
Madragoa, no sentido literal, significa mulher desalinhada, o nome do distrito se deu justamente nesse viés, o qual estrangeiros que passavam pela localidade viram atos públicos que não eram morais naquela época, que era o beijo e a proximidade corporal entre homens e mulheres, segundo as histórias populares. Bem antes disso, Madragoa era,apenas, uma pequena vila, haja vista que boa parte dos primeiros moradores não residiam lá, eles se alocavam em comunidades mais distantes, dentre elas :Santa Maria, Capivara, Boca do Rio e o caminho do Porto. Só começou a haver o crescimento populacional da pequena vila de Madragoa com a chegada de melhorias infraestruturais, como iluminação, construção de escola e abertura de ruas. A partir disso é que as pessoas das antigas comunidades distantes começaram a mudar-se para o distrito. Atualmente, Madragoa é considerada uma localidade distrital de Bacuri, já foi, também, antes do desmembramento do município de Bacuri, uma vila do município de Cururupu.

## Natureza

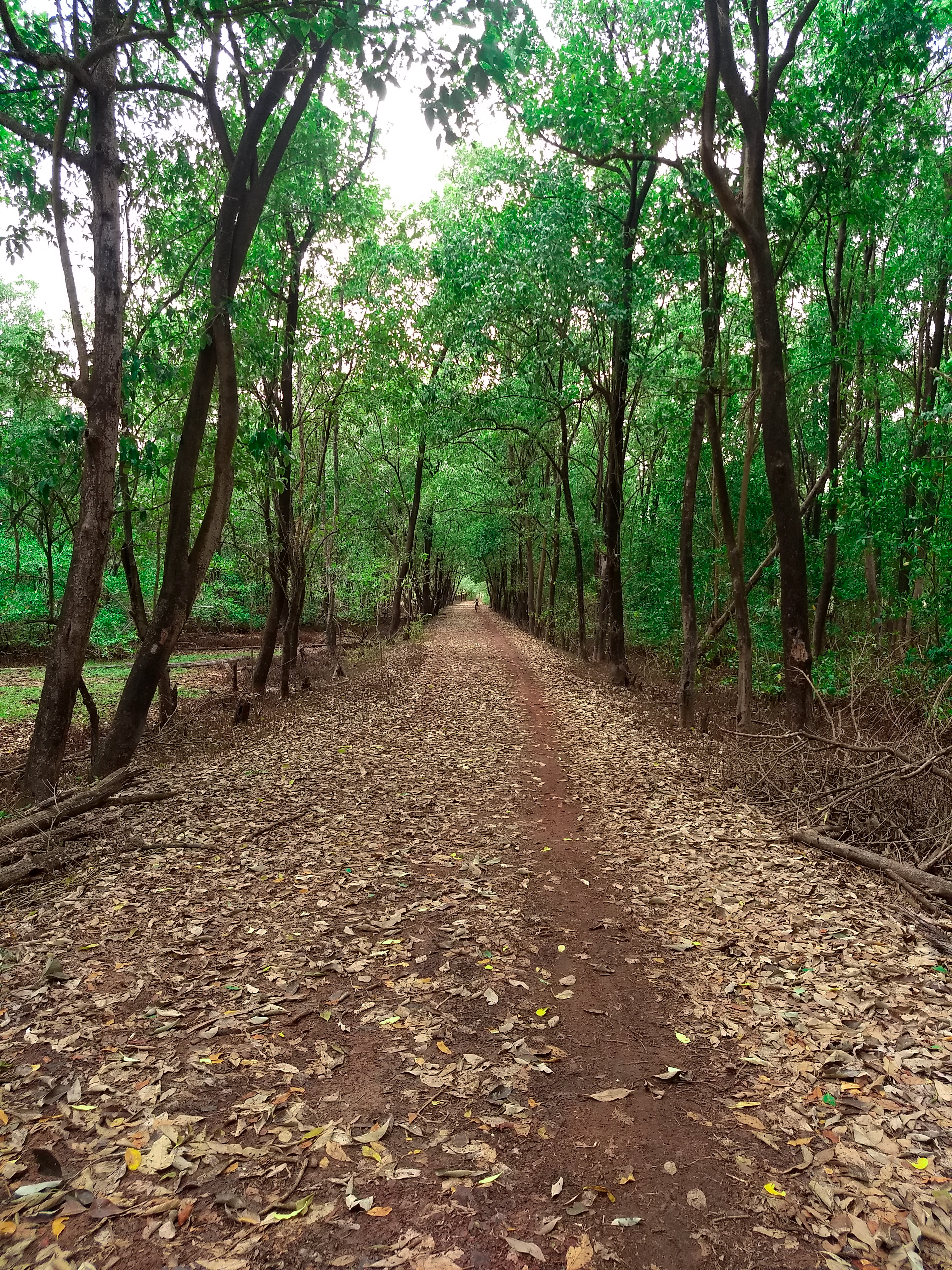
Entrada do Porto de Madragoa

Madragoa se difere pela exuberância natural, o qual abrange o Porto de Madragoa, que é referência de beleza na região, e a entrada de Madragoa, que é a divisão do distrito com a cidade de serrano, em que se caracteriza por ser um enorme campo alagado. Além disso, a região é dominada por palmeiras Babaçu, uma vez que encontra-se inserida na chamada Mata dos Cocais. Outras árvores que se destacam na região é a Palmeira Juçara e a Palmeira Buriti, a primeira é a responsável pelo fruto açaí. o qual se torna uma fonte de renda e de alimentação para a população local, pois dela é extraído o suco do açaí, conhecido simplesmente como juçara; a segunda é responsável pelo fruto buriti, fruto de coloração alaranjada, que também é uma fonte de sustento para essa população.
Todavia, essa beleza é constantemente agredida, dado que grande parte da fauna e da flora local estão sendo retiradas para a implantação de pastos, principalmente às margens de córregos e rios, o qual acarreta no assoreamento destes cursos hídricos, ou seja, no entupimento dos leitos dos rios por areia. Essa ação humana afeta diretamente no clima da região, reduzindo a quantidade de chuvas que, consequentemente, seca os rios e córregos, prejudicando os animais que necessitam da natureza para sobreviver.
Outrossim, o distrito é cercado por açaizais, os quais margeiam os pequenos córregos das áreas mais baixas da localidade. Além disso, as enormes áreas alagadas tornam-se um atrativo a mais, dentre eles, destaca-se o que os madragoenses chamam de Corgo, que na verdade é a compressão da palavra córrego, sendo uma grande área com vegetação baixa e uma rica variedade de animais ; como, peixes, aves, jacarés, cobras e outros pequenos animais, caracterizando-se como um mini Pantanal dentro do Maranhão. A região encontra-se dentro da área denominada de Floresta dos Guarás, uma extensa faixa costeira que se caracteriza por conter enormes manguezais e, é claro, a abundância de guarás.

## Geografia

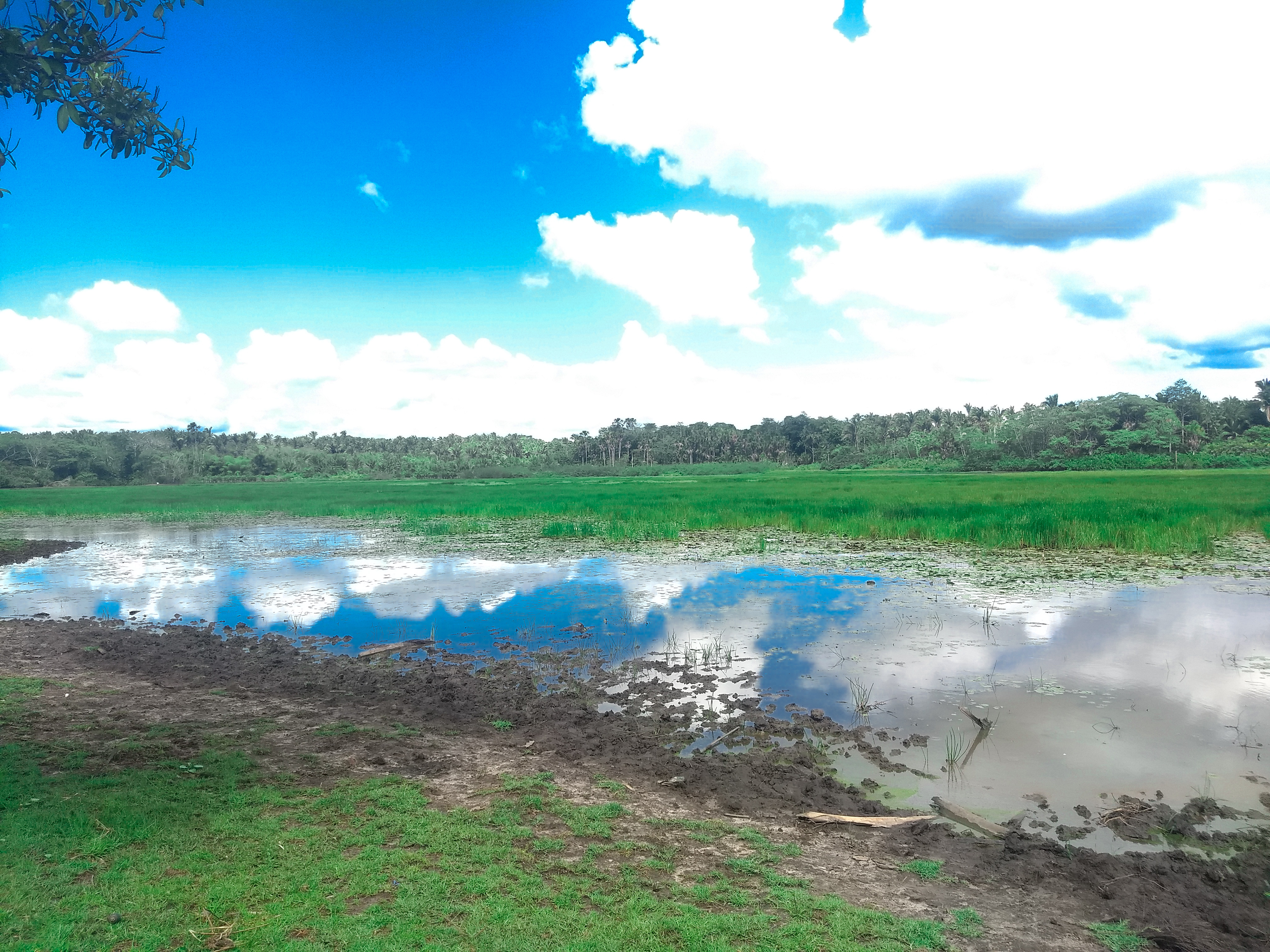
área alagada que cerca Madragoa

Madragoa é o maior distrito do município de Bacuri, sendo, também, o mais populoso. Além de ser a porta de entrada do município, possui o maior colégio eleitoral entre os distritos do município. O aglomerado se mantém por meio da pesca e da agricultura, no qual o lugar se situa entre o Rio Liconde, também conhecido como Igarapé de Madragoa e o Rio Turiaçu. Como citado acima, Madragoa possui 5 bairros e outros em ascensão, o maior deles é o bairro da Santa Rosa, o qual abrange boa parte da população, sendo, também, o que mais cresce no distrito; o segundo maior bairro é o do Ceará, que se localiza na região centro-norte do distrito.

## Cultura

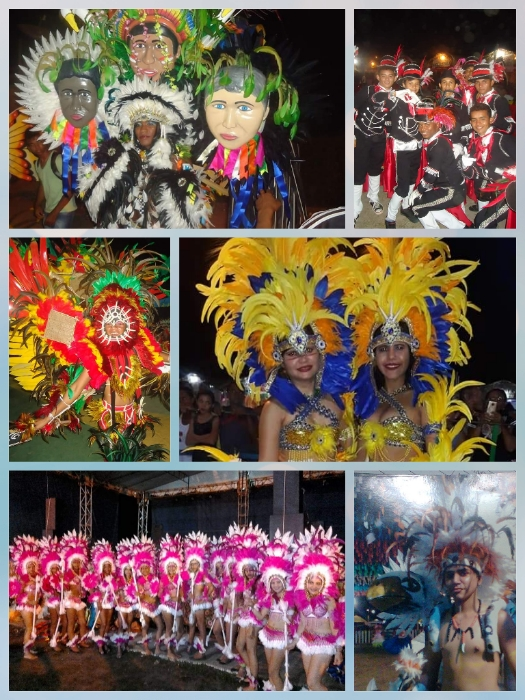
Cultura madragoa

Além disso, Madragoa se distingue por sua forte cultura junina, em que danças folclóricas como o boi-bumbá, o bumba-meu-boi e as quadrilhas juninas se juntam para alegrar o distrito no São João. Dentro das festividades, o distrito possui um forte São João, um dos mais conhecidos da vizinhança, pois agrega agremiações folclóricas de cidades vizinhas, como a sede do município de Bacuri, Serrano do Maranhão, Apicum-Açu, Cururupu, dentre outras. 

## Religião
Quanto à religião, Madragoa é considerada uma comunidade laica, sem preferência religiosa, possuindo igrejas oponentes que marcam a arquitetura local, sendo também pontos turísticos para a comunidade. As religiões que se destacam são a católica, a assembleia de Deus e a igreja adventista, todas localizadas na região central de Madragoa.

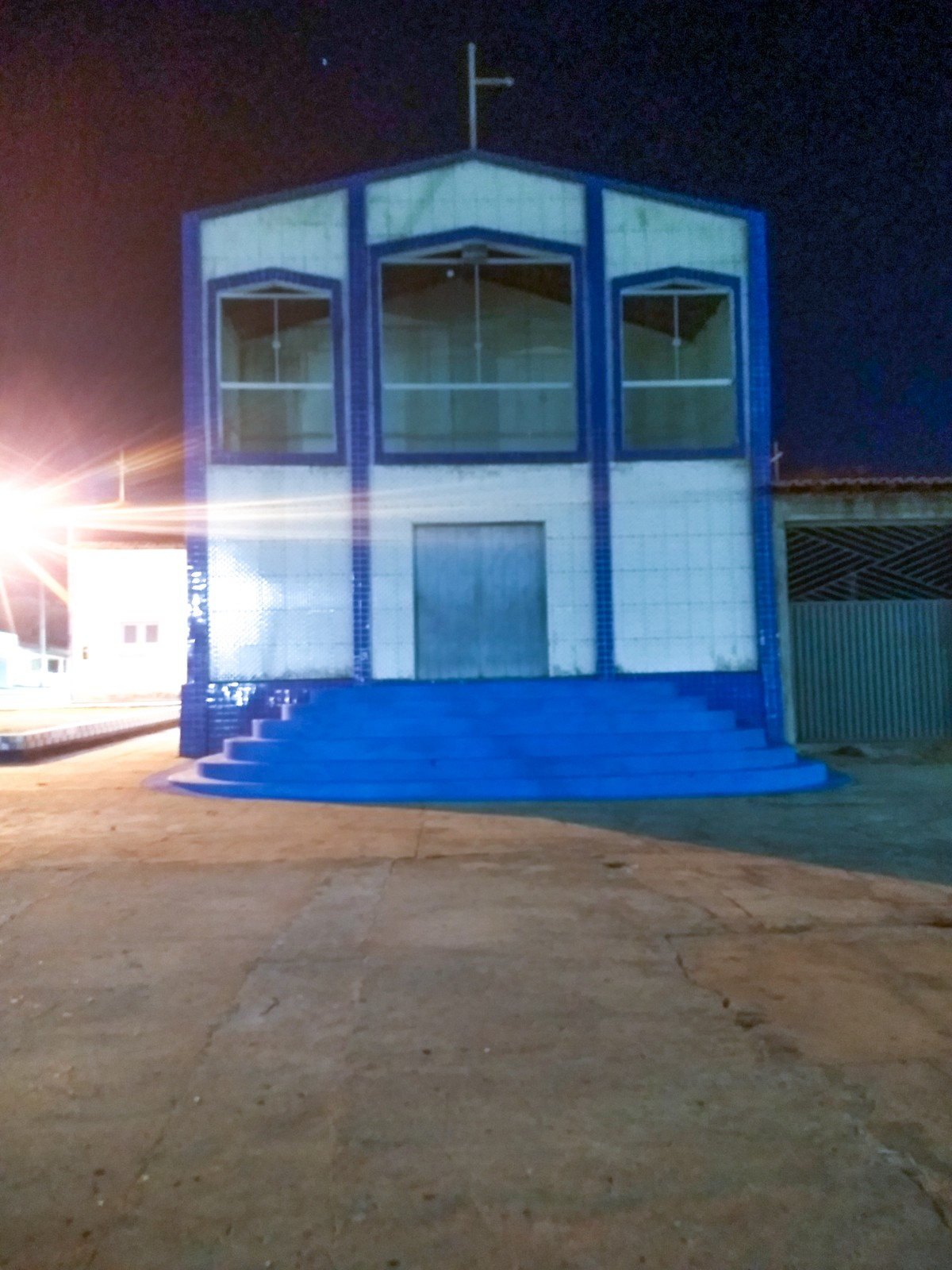
Igreja Católica

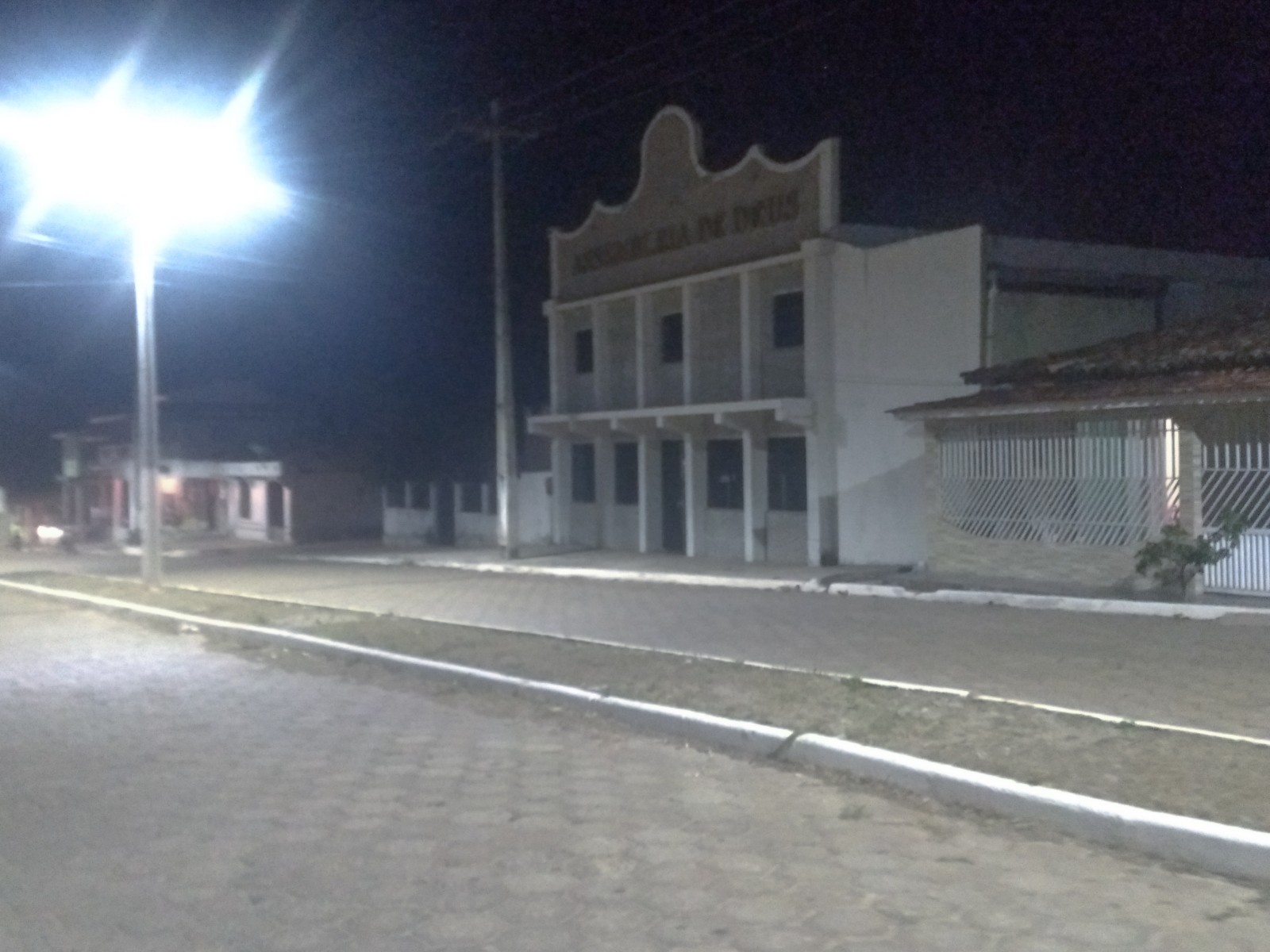
Igreja Assembleia de Deus

## Educação
No quesito educação, o distrito possui três escolas - Unidade Escolar Severiano Ferreira de Diniz, Unidade Escolar Tancredo Neves e Unidade Integrada José Estêvão dos Santos - de níveis infantil e fundamental, às quais conseguem atender a demanda populacional da comunidade, fornecendo alimentação e outras atividades extra-classe aos alunos.

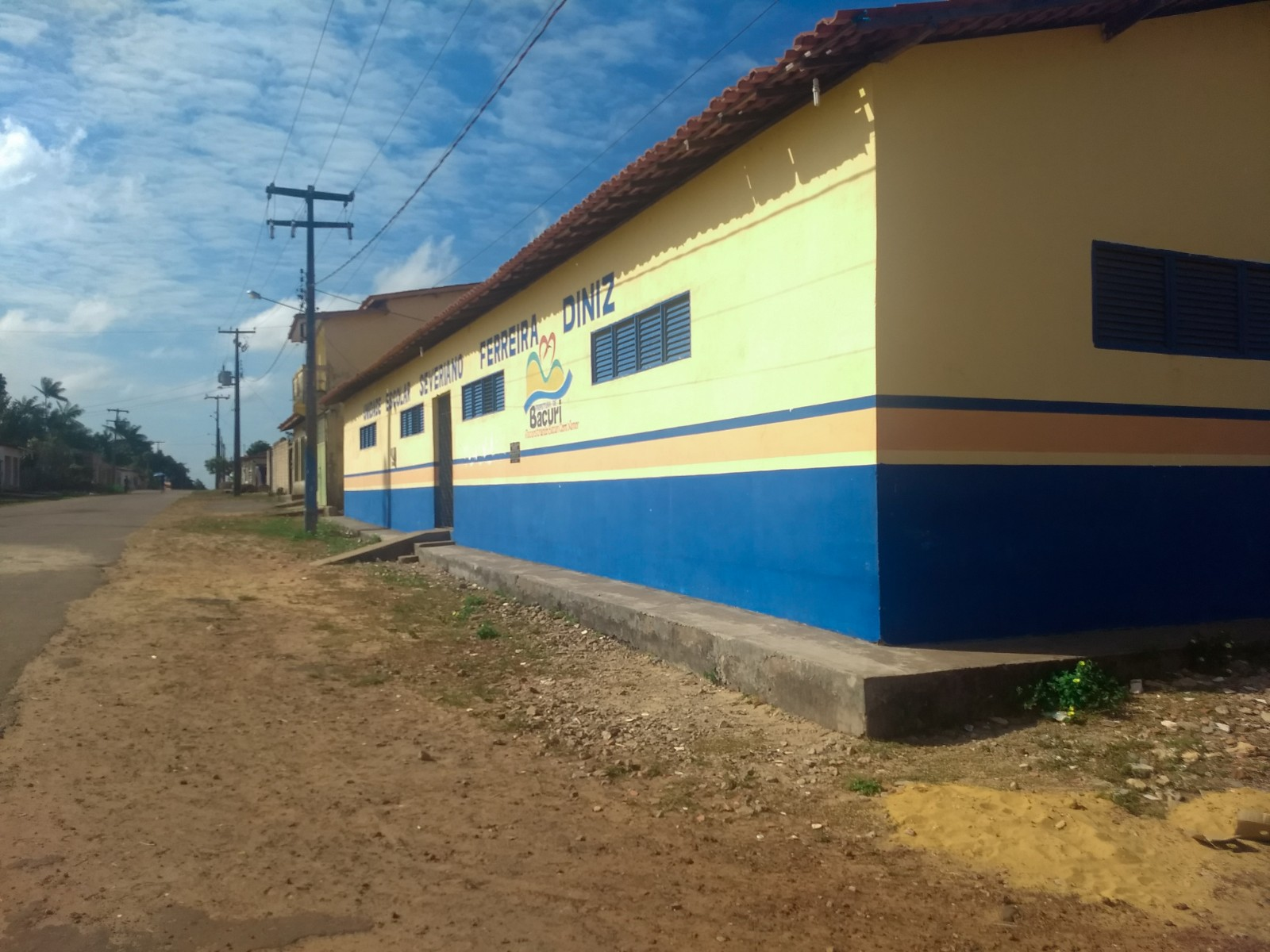
Unidade Escolar Severiano ferreira Diniz

## Saúde
No campo da saúde, o distrito possui um posto de saúde básica - Unidade Básica de saúde Maria Clara Pereira - o qual atende a população, apesar de ter boa estrutura, o posto não consegue fornecer alguns aparatos básicos de saúde.

## Infraestrutura

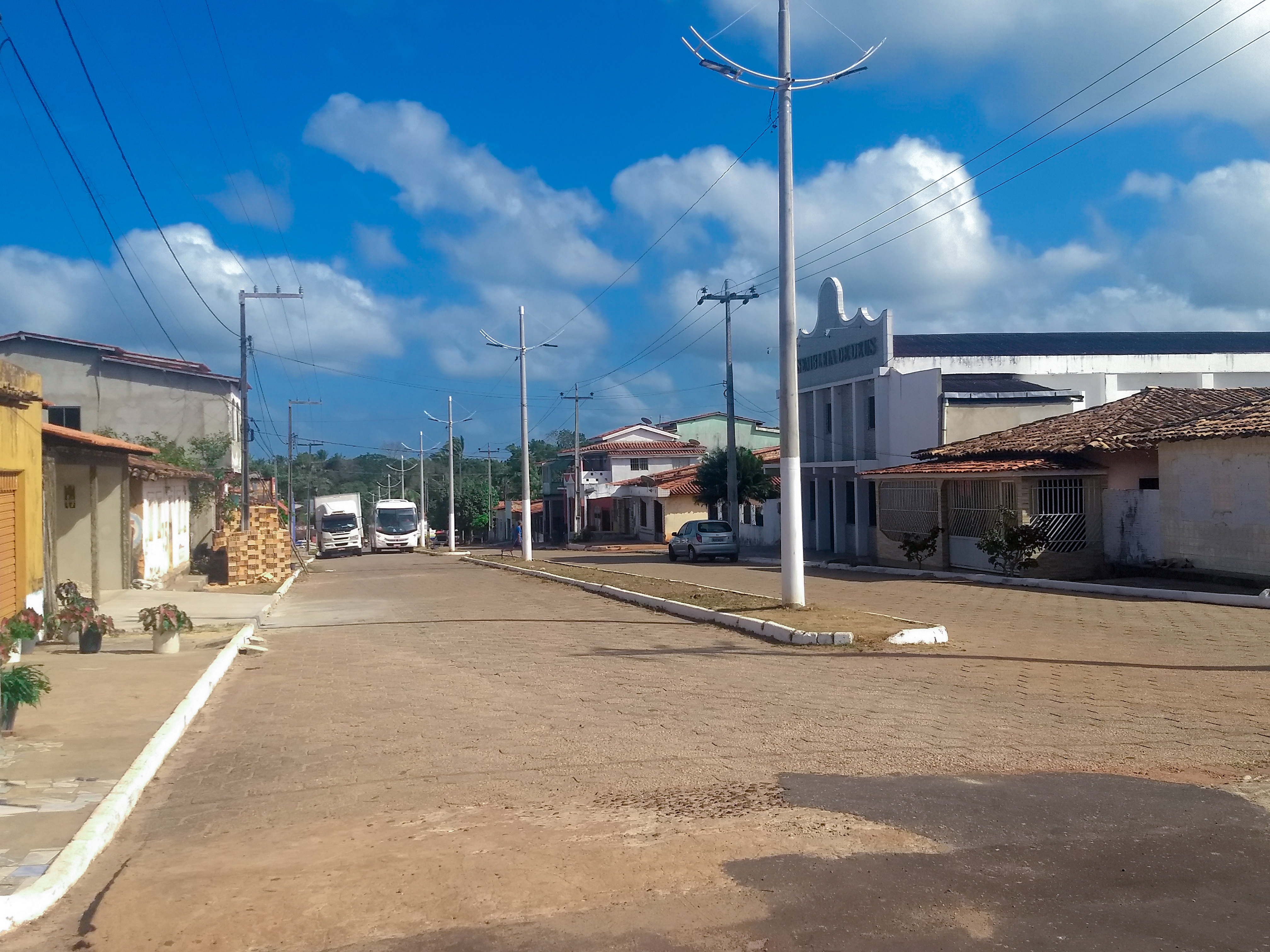
Madragoa

O distrito possui uma das praças mais imponentes de toda a região, superando até a vizinha Serrano do Maranhão neste quesito. Outrossim, possui algumas ruas asfaltadas; porém, esse privilégio não chega a todos, uma vez vez que as ruas asfaltadas encontram-se somente na região central, não possuindo esgotamento sanitário ou drenagem de águas pluviais. Apesar desses empecilhos, Madragoa, ainda sim, toma a dianteira em relação aos outros distritos do município, porque é o que possui a melhor infraestrutura e um número maior de obras arquitetônicas urbanísticas. 
A localidade possui como maior porta de entrada a Avenida Padre Gerson, nome dado em homenagem ao padre que celebrava missas na igreja católica, no qual é o ponto em que maioria das pessoas usam para se distrair, sendo a primeira via pavimentada do lugar, recebendo também arborização e iluminação pública durante o Governo Aurino. 
Madragoa também possui um mercado local, em que propicia a venda de peixes, bovinos e suínos pelos moradores.

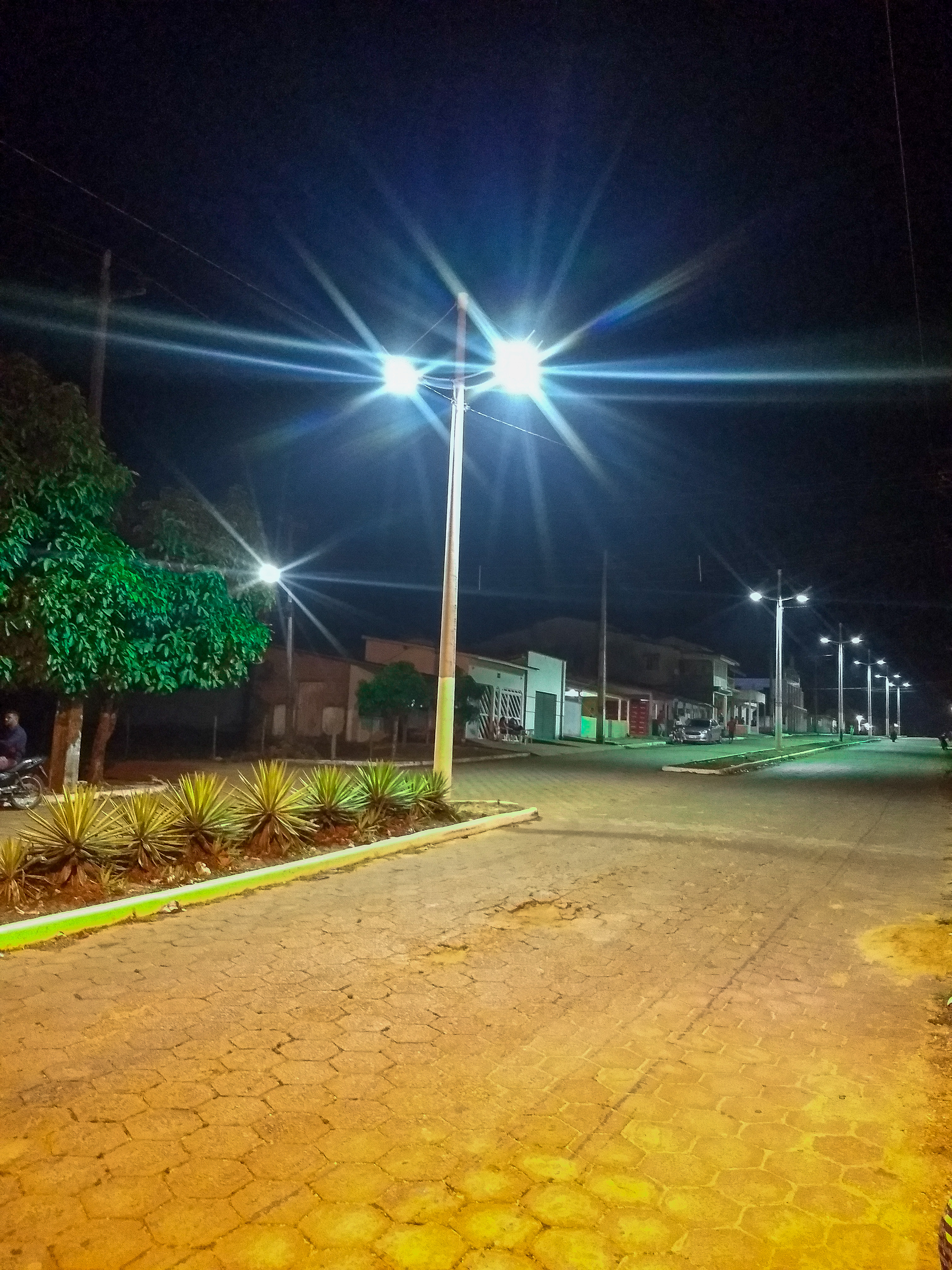
Avenida Padre Gerson

## Economia

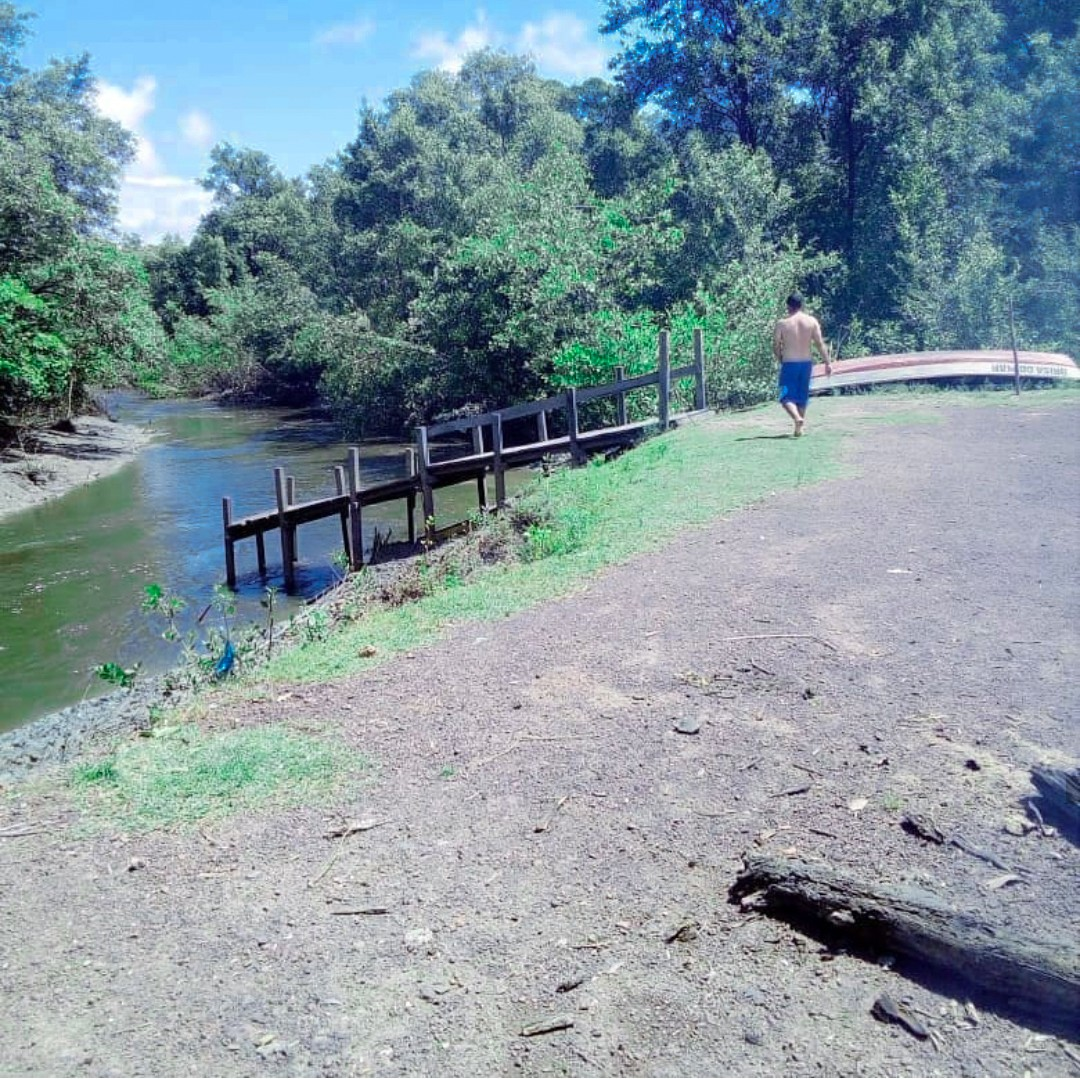
Porto de Madragoa

O distrito basicamente se mantém com recursos federais, estaduais e municipais. Todavia, a população também busca fontes alternativas de renda, como a pesca, a agricultura e a pecuária, sendo estes a maior fonte alimentícia da população em geral, destacando-se, principalmente, a pesca do peixe da água doce , a extração do caranguejo e o amado açaí . Madragoa também possui inúmeros estabelecimentos comerciais, dentre eles : Comercial Zito, Mengão, Tropical(Ver-o-Peso), Silva, Mercadinho São Luís, Nazaré, lojas de materiais de construção, de móveis, e hortifrutigranjeiros. Além disso, há uma forte produção da farinha de mandioca na localidade, em que os próprios moradores plantam e preparam a mandioca para fazer farinha destinada à venda. Também pode-se destacar a plantação de outras plantas alimentícias, como o milho, que é uma forma de subsistência para Madragoa.